# Route Dawson
La route Dawson est la première route ayant été construite au Canada pour relier les Grands Lacs et les prairies canadiennes. Elle commençait à Fort William et se terminait à Saint-Boniface (Manitoba). 

## Historique

La route Dawson Route, plan de 1869

En 1857, l'ingénieur Simon James Dawson (en) est envoyé par le gouvernement du Canada pour établir les relevés d'un itinéraire reliant le lac Supérieur à la colonie de la rivière Rouge.
La construction débute en 1868 et s'achève en 1871. Elle prend alors le nom de son fondateur. 
Fortement utilisée en 1873, elle est progressivement délaissée après l'achèvement du chemin de fer entre Fort William et Winnipeg dans les années 1880.
Le 25 mai 1933 la Commission des lieux et monuments historiques du Canada désigne la route Dawson comme événement historique national (en). La même année, elle installe dune une plaque commémorative à Sainte-Anne.

## Description
Elle part de Fort William et suit la Shebandowan River (en) jusqu’au lac éponyme. Elle se prolonge à l'est pour atteindre la rivière à la Pluie et le lac des Bois le long de la frontière entre le Canada et les États-Unis. Elle traverse le lac des Bois jusqu’à l'angle nord-ouest du Minnesota à Sainte-Anne (Manitoba) avant de se terminer à Saint-Boniface après environ 853 km de trajet.

## Aujourd'hui
Des segments sont encore en usage de nos jours. Les routes 102 et 11 l'empruntent de Thunder Bay à Shebandowan (en). Au Manitoba, le tronçon de l'Angle nord, tombé en désuétude, est accessible par la route 1 au Nord et par la Manitoba Provincial Road 308 (en) à l'Est. 
Entre les communautés de Richer, Manitoba (en) et Lorette, la route Dawson est incorporée dans la Manitoba Provincial Road 207 (en). A Winnipeg, des sections en sont toujours activement utilisées et en ont gardé le nom original. 

## Liens externes

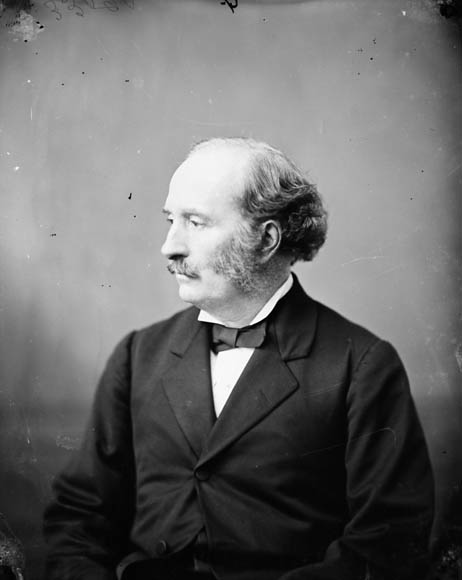
Simon James Dawson, fondateur de la route Dawson.

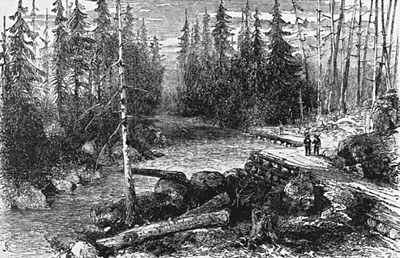
La route Dawson, gravure de 1870.